# Teiji Takagi

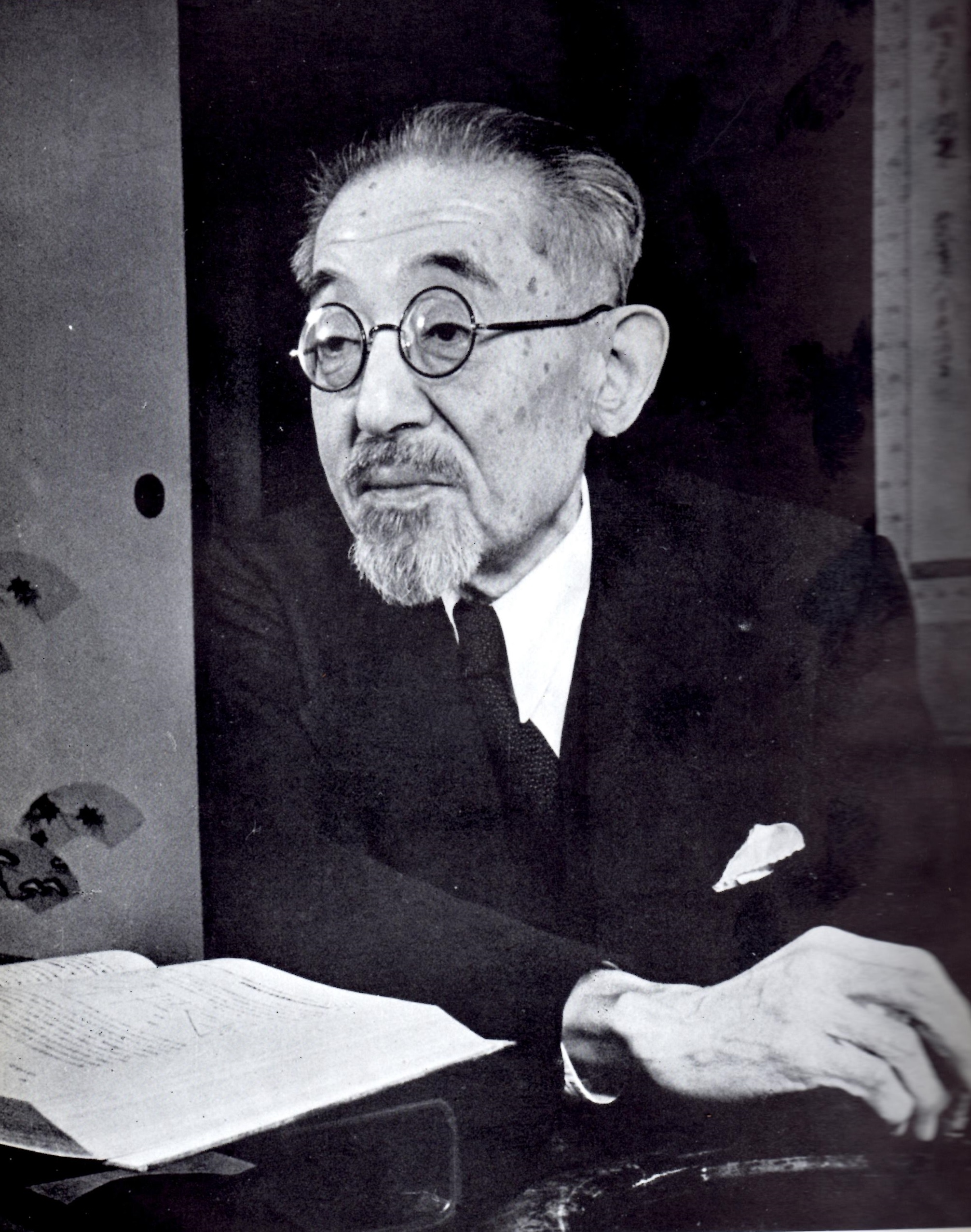
Teiji Takagi

Teiji Takagi (高木 貞治 Takagi Teiji?,  21 de abril de 1875 - 28 de febrero de 1960) fue un matemático japonés, conocido por comprobar la existencia del teorema de Takagi en la teoría de cuerpos de clases.

## Biografía
Teiji Takagi nació en la montañosa región rural de Gifu, Japón. Comenzó con las matemáticas a los 10 años, leyendo textos en inglés, dado que todavía no estaban traducidos al japonés. Después de su asistencia al instituto para estudiantes superdotados y no superdotados, fue a la Universidad de Tokio, en esa época la única universidad del país. Allí aprendió matemáticas de los "clásicos europeos" como el Álgebra de Salmon y el Lehrbuch der Algeba, de Weber. Ayudado por Hilbert, estudió posteriormente en Gotinga. Aparte de su trabajo en la Teoría de números algebraicos, escribió un gran número de libros de texto japoneses sobre matemáticas y geometría, y fue también colaborador durante la II Guerra Mundial en el desarrollo del sistema de cifrado japonés PURPLE.
- Datos: Q476959
- Multimedia: Teiji Takagi / Q476959